# Pyrausta illutalis
Pyrausta illutalis là một loài bướm đêm trong họ Crambidae.